# Wilson Ibarrola
Wilson Gabriel Ibarrola Caballero (Acahay, Paraguay; 2 de julio de 1996) es un futbolista paraguayo. Juega de defensa y su equipo actual es el Club Guaraní de la Primera División de Paraguay.

## Trayectoria
Formado en las inferiores del Club Olimpia, Ibarrola fue promovido al primer equipo en 2017. Debutó el 9 de abril de ese año ante General Díaz, fue victoria para Olimpia 2-0. En sus años en el club, fue cedido a diversos clubes de la primera división del país. Disputó 5 encuentros en la campaña del Olimpia campeón del Clausura 2020.
En diciembre de 2022, Ibarrola fue anunciado como nuevo jugador del Atlético Tucumán de la Primera División de Argentina, de cara a la temporada 2023.

## Estadísticas
Actualizado al último partido disputado el 31 de octubre de 2022.
| Club                       | Div.          | Temporada     | Liga  | Liga  | Copas nacionales | Copas nacionales | Copas internacionales | Copas internacionales | Total | Total |
| Club                       | Div.          | Temporada     | Part. | Goles | Part.            | Goles            | Part.                 | Goles                 | Part. | Goles |
| -------------------------- | ------------- | ------------- | ----- | ----- | ---------------- | ---------------- | --------------------- | --------------------- | ----- | ----- |
| Olimpia Paraguay           | 1.ª           | 2017          | 6     | 0     | —                | —                | —                     | —                     | 6     | 0     |
| Olimpia Paraguay           | 1.ª           | 2020          | 5     | 0     | —                | —                | 0                     | 0                     | 5     | 0     |
| Olimpia Paraguay           | 1.ª           | 2021          | 4     | 0     | —                | —                | 0                     | 0                     | 4     | 0     |
| Olimpia Paraguay           | Total club    | Total club    | 15    | 0     | 0                | 0                | 0                     | 0                     | 15    | 0     |
| Independiente FBC Paraguay | 1.ª           | 2017          | 13    | 1     | —                | —                | —                     | —                     | 13    | 1     |
| Independiente FBC Paraguay | Total club    | Total club    | 13    | 1     | 0                | 0                | 0                     | 0                     | 13    | 1     |
| General Díaz Paraguay      | 1.ª           | 2018          | 20    | 0     | —                | —                | 3                     | 0                     | 23    | 0     |
| General Díaz Paraguay      | 1.ª           | 2019          | 38    | 1     | —                | —                | —                     | —                     | 38    | 1     |
| General Díaz Paraguay      | Total club    | Total club    | 58    | 1     | 0                | 0                | 3                     | 0                     | 61    | 1     |
| River Plate Paraguay       | 1.ª           | 2021          | 6     | 0     | —                | —                | —                     | —                     | 6     | 0     |
| River Plate Paraguay       | Total club    | Total club    | 6     | 0     | 0                | 0                | 0                     | 0                     | 6     | 0     |
| Nacional Asunción Paraguay | 1.ª           | 2022          | 20    | 0     | —                | —                | 1                     | 0                     | 21    | 0     |
| Nacional Asunción Paraguay | Total club    | Total club    | 20    | 0     | 0                | 0                | 1                     | 0                     | 21    | 0     |
| Atlético Tucumán Argentina | 1.ª           | 2023          | 0     | 0     | 0                | 0                | —                     | —                     | 0     | 0     |
| Atlético Tucumán Argentina | Total club    | Total club    | 0     | 0     | 0                | 0                | 0                     | 0                     | 0     | 0     |
| Total carrera              | Total carrera | Total carrera | 112   | 2     | 0                | 0                | 4                     | 0                     | 116   | 2     |

## Palmarés

### Títulos nacionales
| Título                       | Club    | País     | Año           |
| ---------------------------- | ------- | -------- | ------------- |
| Primera División de Paraguay | Olimpia | Paraguay | Clausura 2020 |